# モグロシド

モグロシド2Eの構造

モグロシド6の構造

モグロシド(Mogroside)は、ククルビタン誘導体の配糖体である。ラカンカの果実等の植物に含まれる。以下のような種類がある。
- モグロシドIIA1[2]
- モグロシドIIB[2]
- 7-オキソモグロシドIIE[2]
- 11-オキソモグロシドA1[2]
- モグロシドIIIA2[2]
- 11-デオキシモグロシドIII[2]
- 11-オキソモグロシドIVA[2]
- モグロシドV[1]
- 7-オキソモグロシドV[2]
- 11-オキソモグロシドV[1]
- モグロシドIV

これらの大部分は、エタノールに可溶である。

## 利用
一部のモグロシドは、天然の甘味料である。ラカンカから抽出された純粋なモグロシド混合物は、甘味が砂糖より300倍強い。純粋なモグロシドVは、400倍も甘い。
モグロシドの抗癌剤としての利用も研究されている。
オーストラリアで2013年から販売されているノルブと呼ばれる天然甘味料製品は、モグロシドを含んでいる。